# Джерард (отель)
Отель Джерард (англ. Hotel Gerard) исторический отель в г. Нью-Йорке, штат Нью-Йорк. Также известен в разные периоды под названиями «Лангуэлл» (Hotel Langwell) и «1-2-3» (англ. Hotel 1-2-3). 13-этажное здание было спроектировано архитектором Джорджем Кистером и построено в 1893 году; является одним из первых небоскрёбов в городе. Имеет форму буквы «U»; построено из кирпича и известняка. Некоторые архитектурные элементы решены в стиле неоренессанса. На переднем фасаде (с третьего по шестой этажи) выделяются эркеры; здание увенчано крутыми остроконечными фронтонами и декорированным мансардным этажом. Изначально небоскреб планировался как апарт-отель.
Здание расположено по адресу: Западная 44-я улица, д. 123, рядом с театром Беласко.
10 февраля 1983 года небоскреб был внесен в Национальный реестр исторических мест.